# Moortown (West Yorkshire)
Moortown – dzielnica w Anglii, w West Yorkshire, w dystrykcie metropolitalnym Leeds. W 2011 dzielnica liczyła 22 792 mieszkańców.